# Gymnomyza samoensis
El mielero mao o ma'oma'o (Gymnomyza samoensis) es una especie de ave paseriforme de la familia Meliphagidae endémica de las islas de Samoa.

## Descripción
Es un ave melifágida de gran porte que mide unos 28 a 31 cm de largo. Su plumaje es oscuro, su cabeza y pecho son negruzcos, sus alas y resto del cuerpo verde oliva. Posee una marca verde oscuro bajo el ojo. El adulto posee un pico largo, curvado y negro, mientras que en los ejemplares juveniles es amarillento, sus patas son negras. Los ejemplares adultos poseen ojos celeste claro o marrones mientras que en los juveniles el iris es marrón. Es característica la forma en que mueve su cola mientras que se alimenta por entre los troncos y ramas de los árboles.

## Comportamiento
Construye su nido a diferentes alturas en las ramas de numerosas especies de árboles. La puesta consiste en un único huevo marrón blancuzco con pintas que pone en un nido simple en forma de taza que construye con ramitas. El pichón permanece en el nido durante un mes mientras desarrolla las plumas de sus alas. Durante este periodo es alimentado con vertebrados pequeños, tales como geckos, e insectos. Luego de dejar el nido los ejemplares juveniles permanecen en la zona central del territorio de reproducción donde es alimentado por la hembra durante 2 a 2.5 meses adicionales. Durante este periodo sigue a la hembra emitiendo fuertes llamadas de reclamo.
Es un ave ruidosa con un hermoso silbido y llamadas que asemejan un maullido las que emite con mayor frecuencia antes del alba y al anochecer. La pareja durante la época de reproducción entona complejos cantos a dúo.

## Distribución y hábitat
Es una especie endémica de las islas de Samoa en el Océano Pacífico. Se lo encuentra en las islas de Upolu y Savai'i y antiguamente también en Tutuila pero en esta última isla se ha extinguido. Aunque normalmente habita en bosques montanos existen registros de avistajes en bosques de cocoteros costeros y en zonas de arbustos. Se cree que su población podría rondar los 1000 a 250 ejemplares y se sospecha que la misma se encuentra en descenso. Se encuentra amenazado por destrucción del bosque y la abundancia de depredadores introducidos tales como ratas.
En diciembre del 2014, el Servicio de Pesca y Vida Salvaje de Estados Unidos expresó que el Ma‘oma‘o era un candidato a ser protegido bajo el ESA.